# Thoracica
Super-ordre
Les Thoracica forment un super-ordre de crustacés cirripèdes filtrants qui forment des coquilles calcaires. On distingue à l'intérieur de ce groupe les animaux avec un pied, les pédonculés, et ceux sans pied, les sessiles. Du fait de leur coquille, de leur sédentarité et de leur mode d'alimentation, les animaux de ce groupe ont longtemps été considérés comme des mollusques.

## Liste des ordres

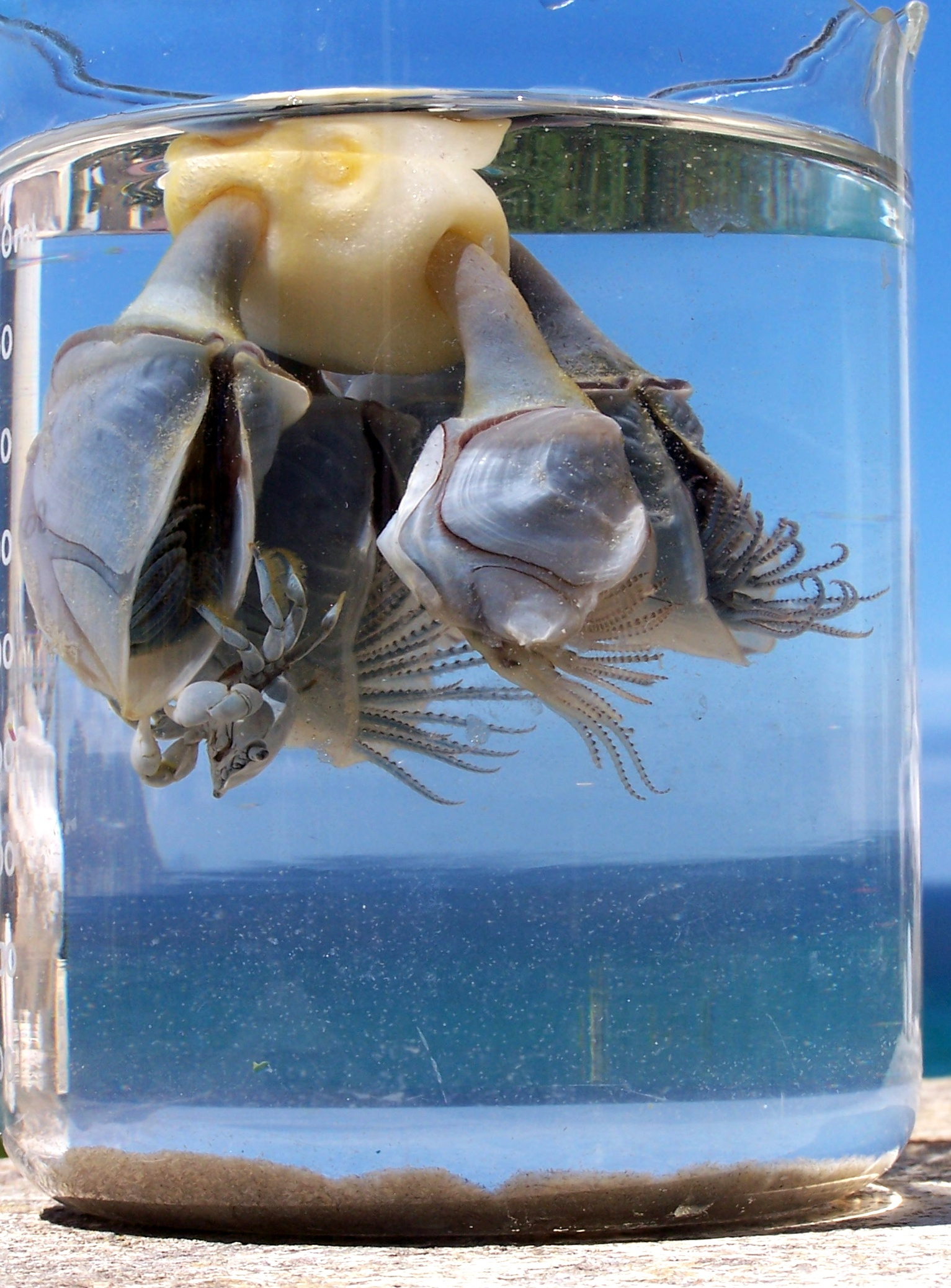
L'anatife Dosima fascicularis sécrète un flotteur (souvent partagé), qui lui permet de ne pas avoir besoin de support à l'âge adulte.

Classification classique selon ITIS (23 février 2016) :
- Pedunculata Lamarck, 1818 (Pouce-pied...).
- Sessilia Lamarck, 1818 (Balane...).

Classification moderne selon World Register of Marine Species (23 février 2016) :
- super-ordre Phosphatothoracica Gale, 2019 
  - ordre Iblomorpha Buckeridge & Newman, 2006 –2 familles.
- super-ordre Thoracicalcarea Gale, 2019 
  - ordre Balanomorpha Pilsbry, 1916 – 4 super-familles (balanes).
  - ordre Calanticomorpha Chan, Dreyer, Gale, Glenner, Ewers-Saucedo, Pérez-Losada, Kolbasov, Crandall & Høeg, 2021  – 1 famille.
  - ordre Pollicipedomorpha Chan, Dreyer, Gale, Glenner, Ewers-Saucedo, Pérez-Losada, Kolbasov, Crandall & Høeg, 2021  – 2 familles (pouce-pieds).
  - ordre Scalpellomorpha Buckeridge & Newman, 2006  – 3 super-familles et 1 famille (anatifes).
  - ordre Verrucomorpha Pilsbry, 1916  – 1 famille.

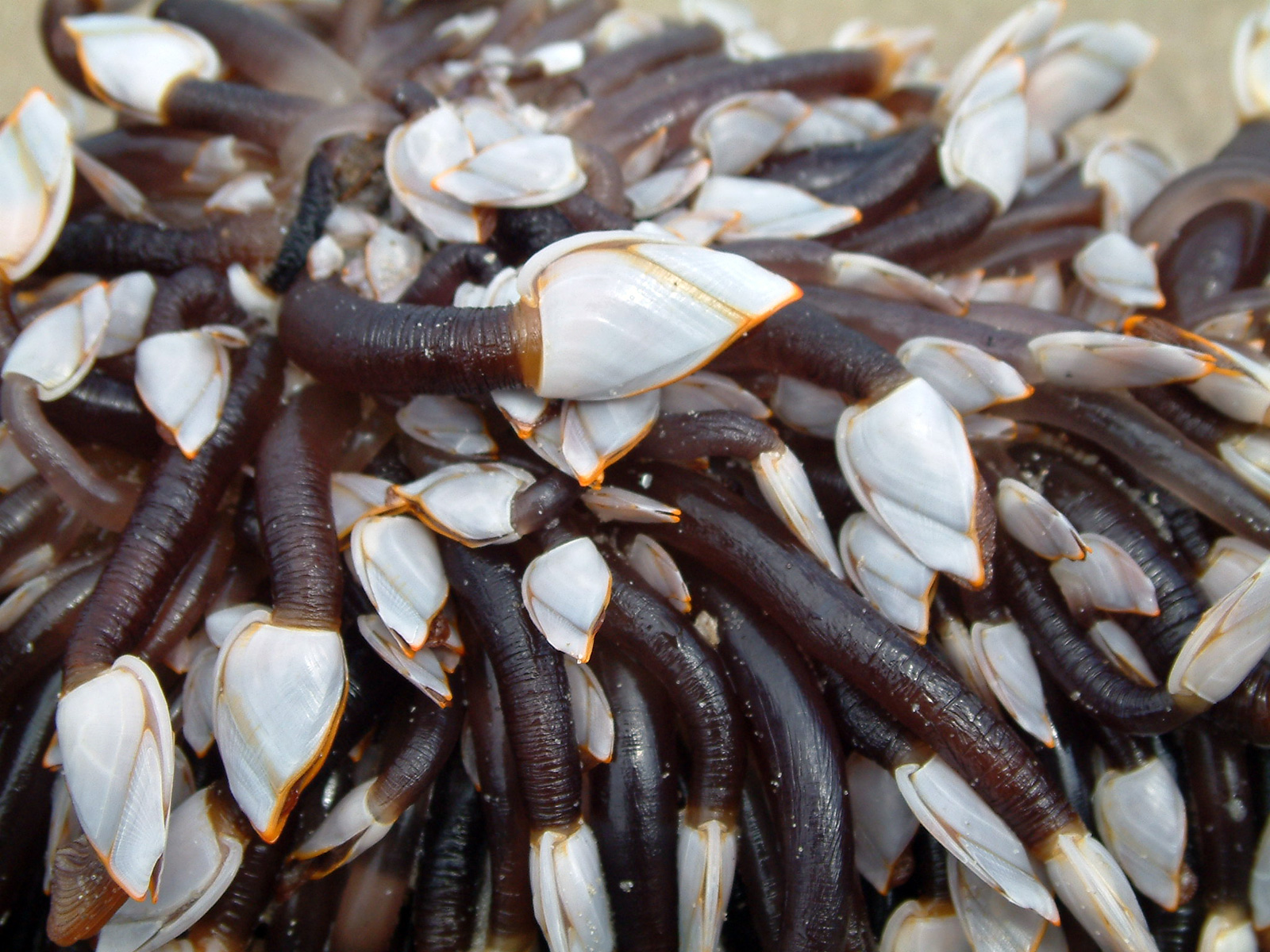
Lepas anatifera, des anatifes (pédonculés, Lepadiformes).
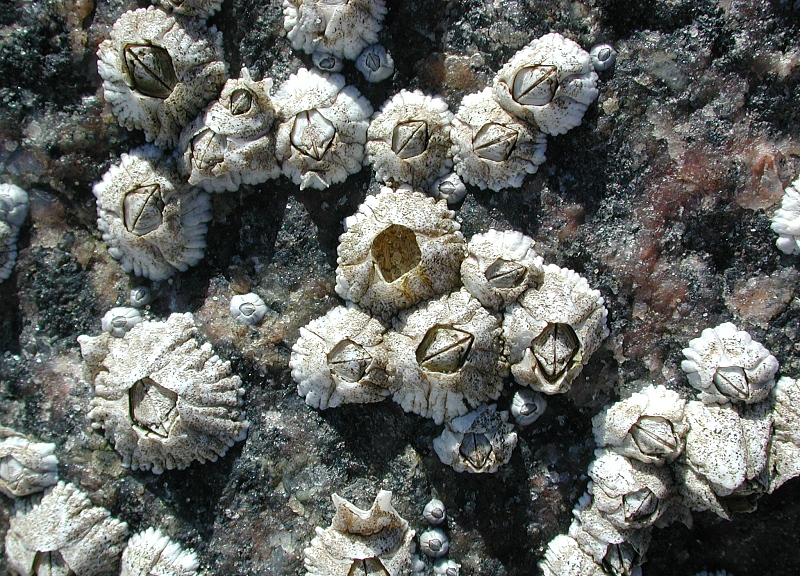
Balanus balanoides, des balanes (sessiles).
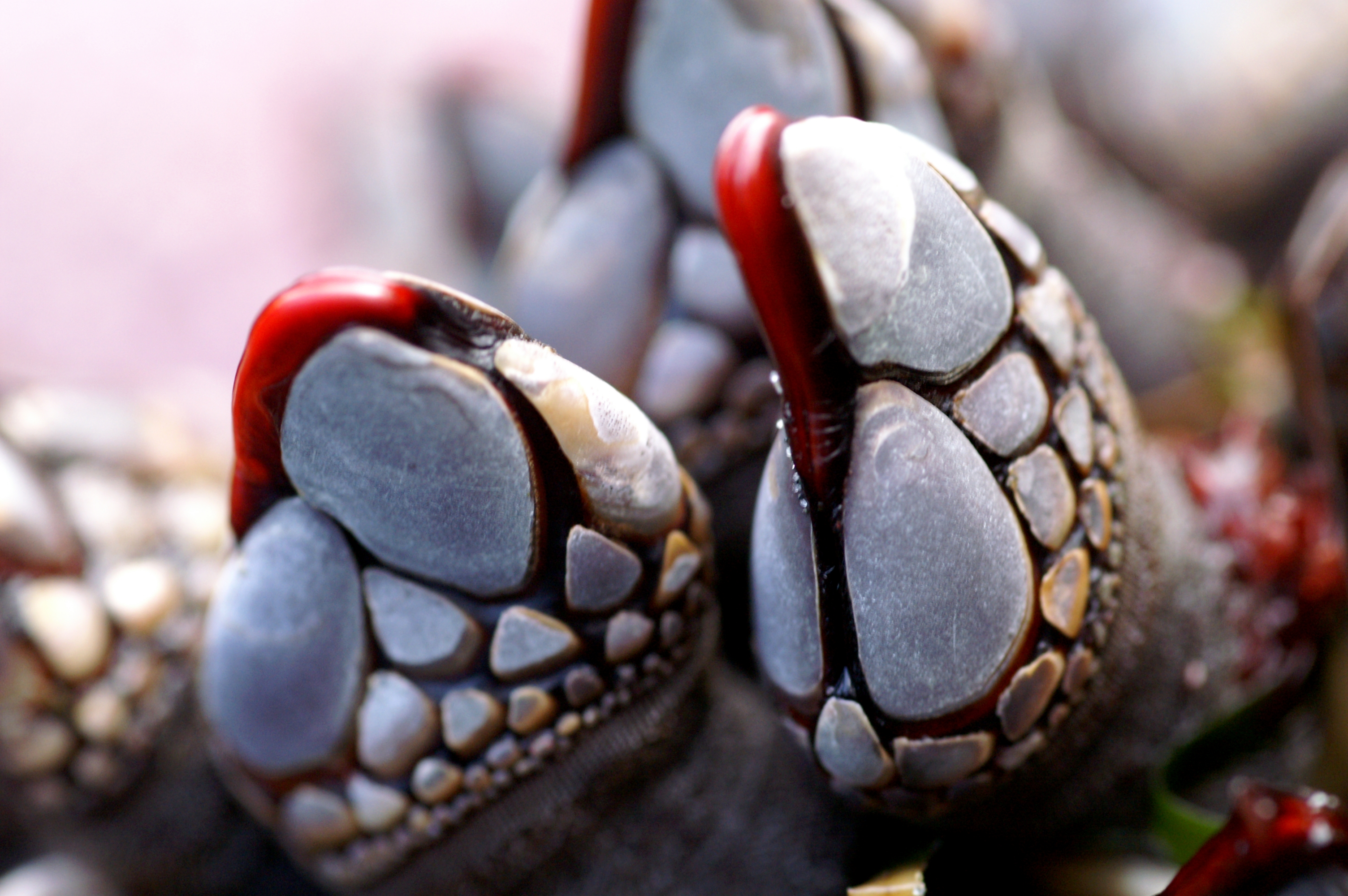
Pollicipes polymerus, des pouce-pieds (ex-pédonculés, Scalpelliformes).

## Dans la culture populaire
Ce groupe de cirripède est représenté dans la franchise de jeux Pokémon à travers deux créatures : Binacle et Barbaracle, en français Opermine et Golgopathe.